# Paola Suárez
Paola Suárez (Pergamino, provincia de Buenos Aires, 23 de junio de 1976) es una ex-tenista profesional argentina. Considerada como una de las mejores tenistas de dobles de la historia, se posicionó como número uno durante ochenta y siete semanas consiguiendo 44 títulos en la modalidad de dobles dentro del circuito WTA. Junto con Virginia Ruano ganó 8 Grand Slam (4 Roland Garros, 3 US Open y 1 Abierto de Australia) y el WTA Tour Championships del 2003. Representando a Argentina junto con Patricia Tarabini obtuvo la medalla de bronce en dobles femeninos en los Juegos Olímpicos de Atenas 2004. En individuales ganó cuatro títulos de la WTA, siendo su mejor participación en Roland Garros del 2004 llegando a semifinales.
En 2010 la Fundación Konex le otorgó el Diploma al mérito. Se retiró formalmente en 2014.

## Biografía
Llegó a ser la tercera tenista del país, alcanzando en 2004 su mejor posición en la clasificación de la WTA (9.º puesto), tras jugar la semifinal del Torneo de Roland Garros, que perdió frente a la rusa Elena Dementieva.
Como jugadora de dobles es la mejor jugadora argentina de todos los tiempos, alcanzando en 2002, junto a su compañera, la española Virginia Ruano, en el primer puesto de la clasificación mantenido por varias temporadas y ganadoras de títulos de Grand Slam.
Paola ha jugado para su país la Fed Cup, habiendo debutado en 1996, cuando Francia derrotó a Argentina por 3-2 en Amiens.
También jugó representando a su país los Juegos Olímpicos de Atlanta 1996, Sídney 2000 y Atenas 2004 habiendo conseguido una medalla de bronce junto a Patricia Tarabini en su última participación, venciendo a Shinobu Asagoe y Ai Sugiyama de Japón por 6-3 6-3 en el partido por la medalla.
Paola anunció su retirada para el final de la temporada 2007, asegurando que "se cumplió un ciclo". Y la lesión en la cadera ayudó aún más para pensar esta decisión, diciendo además que "me cuesta cada vez más estar fuera de Argentina".
En 2010 recibió el Premio Konex Diploma al Mérito como una de los 5 mejores tenistas de la década en Argentina.
Durante toda su carrera fue dirigida técnicamente por el mismo entrenador, Daniel Pereyra.
El 3 de febrero de 2012, Paola anunció su vuelta a la actividad, gracias a la insistencia de su compatriota Gisela Dulko planeando formar una fuerte pareja de dobles para darle chances a su país en la especialidad de cara a los Juegos Olímpicos de Londres 2012. Pese a esto, cayeron derrotadas en la primera ronda de la competición ante la pareja china Na Li y Shuai Zhang por 6-4 y 6-2.

## Torneos de Grand Slam (8)

### Dobles (8)

#### Títulos
| Año  | Torneo               | Pareja         | Oponentes en la final                   | Resultado |
| ---- | -------------------- | -------------- | --------------------------------------- | --------- |
| 2001 | Roland Garros        | Virginia Ruano | Jelena Dokić Conchita Martínez          | 6-2 6-1   |
| 2002 | Roland Garros        | Virginia Ruano | Lisa Raymond Rennae Stubbs              | 6-4 6-2   |
| 2002 | US Open              | Virginia Ruano | Elena Dementieva Janette Husárová       | 6-2 6-1   |
| 2003 | US Open              | Virginia Ruano | Svetlana Kuznetsova Martina Navratilova | 6-2 6-3   |
| 2004 | Abierto de Australia | Virginia Ruano | Svetlana Kuznetsova Elena Likhovtseva   | 6-4 6-3   |
| 2004 | Roland Garros        | Virginia Ruano | Svetlana Kuznetsova Elena Likhovtseva   | 6-0 6-3   |
| 2004 | US Open              | Virginia Ruano | Svetlana Kuznetsova Elena Likhovtseva   | 6-4 7-5   |
| 2005 | Roland Garros        | Virginia Ruano | Cara Black Liezel Huber                 | 6-0 6-3   |

#### Finalista (6)
| Año  | Torneo               | Pareja         | Oponentes en la final          | Resultado   |
| ---- | -------------------- | -------------- | ------------------------------ | ----------- |
| 2000 | Roland Garros        | Virginia Ruano | Martina Hingis Mary Pierce     | 2-6 4-6     |
| 2002 | Wimbledon            | Virginia Ruano | Serena Williams Venus Williams | 2-6 5-7     |
| 2003 | Abierto de Australia | Virginia Ruano | Serena Williams Venus Williams | 6-4 4-6 3-6 |
| 2003 | Roland Garros        | Virginia Ruano | Zi Yan Jie Zheng               | 3-6 6-3 2-6 |
| 2003 | Wimbledon            | Virginia Ruano | Kim Clijsters Ai Sugiyama      | 4-6 4-6     |
| 2006 | Wimbledon            | Virginia Ruano | Zi Yan Jie Zheng               | 3-6 6-3 2-6 |

### Dobles Mixtos (0)

#### Finalista (2)
| Año  | Torneo               | Pareja       | Oponentes en la final            | Resultado |
| ---- | -------------------- | ------------ | -------------------------------- | --------- |
| 2001 | Roland Garros        | Jaime Oncins | Virginia Ruano Tomás Carbonell   | 5-7 3-6   |
| 2002 | Abierto de Australia | Gastón Etlis | Daniela Hantuchová Kevin Ullyett | 3-6 2-6   |

## Torneos WTA (48; 4+44)

### Individuales (4)

#### Títulos
| Leyenda                    |
| Grand Slam (0)             |
| WTA Tour Championships (0) |
| Tier I (0)                 |
| Tier II, III, IV o V (4)   |

| N.º | Fecha                 | Torneo   | Superficie    | Oponente en la final | Resultado      |
| --- | --------------------- | -------- | ------------- | -------------------- | -------------- |
| 1.  | 22 de febrero de 1998 | Bogotá   | Tierra batida | Sonya Jeyaseelan     | 6-3 6-4        |
| 2.  | 25 de febrero de 2001 | Bogotá   | Tierra batida | Rita Kuti Kis        | 6-2 6-4        |
| 3.  | 14 de junio de 2003   | Viena    | Tierra batida | Karolina Sprem       | 7-6(0) 2-6 6-4 |
| 4.  | 17 de enero de 2004   | Canberra | Dura          | Silvia Farina Elia   | 3-6 6-4 7-6(5) |

#### Finalista (4)
| N.º | Fecha                 | Torneo    | Superficie        | Oponente en la final | Resultado      |
| --- | --------------------- | --------- | ----------------- | -------------------- | -------------- |
| 1.  | 23 de mayo de 1999    | Madrid    | Tierra batida     | Lindsay Davenport    | 1-6 3-6        |
| 2.  | 20 de febrero de 2000 | São Paulo | Polvo de ladrillo | Rita Kuti Kis        | 6-4 4-6 5-7    |
| 3.  | 7 de enero de 2001    | Auckland  | Dura              | Meilen Tu            | 6-7(10) 2-6    |
| 4.  | 3 de marzo de 2002    | Acapulco  | Tierra batida     | Katarina Srebotnik   | 7-6(1) 4-6 2-6 |

#### Clasificación en torneos del Grand Slam
| Torneo                 | 2005 | 2004 | 2003 | 2002 | 2001 | 2000 | 1999 | 1998 | 1997 | 1996 | 1995 | 1994 | Títulos |
| ---------------------- | ---- | ---- | ---- | ---- | ---- | ---- | ---- | ---- | ---- | ---- | ---- | ---- | ------- |
| Abierto de Australia   | -    | 3R   | 3R   | 1R   | 4R   | 1R   | 1R   | 2R   | 2R   | -    | -    | -    | 0       |
| Roland Garros          | 1R   | SF   | 3R   | CF   | 2R   | 1R   | 2R   | 2R   | 1R   | 2R   | 2R   | 1R   | 0       |
| Wimbledon              | -    | CF   | 4R   | 1R   | 1R   | 3R   | 1R   | 1R   | 1R   | 1R   | -    | 1R   | 0       |
| US Open                | -    | 3R   | CF   | 2R   | 1R   | 1R   | 2R   | 1R   | 3R   | 2R   | 1R   | 2R   | 0       |
| WTA Tour Championships | -    | -    | -    | -    | -    | -    | -    | -    | -    | -    | -    | -    | 0       |

### Dobles (44)

#### Títulos
| Leyenda                    |
| Grand Slam (8)             |
| WTA Tour Championships (1) |
| Tier I (9)                 |
| Tier II, III, IV o V (26)  |

| N.º | Fecha                    | Torneo                 | Superficie    | Pareja            | Oponentes en la final                    | Resultado      |
| --- | ------------------------ | ---------------------- | ------------- | ----------------- | ---------------------------------------- | -------------- |
| 1.  | 5 de mayo de 1996        | Bol                    | Tierra batida | Laura Montalvo    | Alexia Dechaume Balleret Alexandra Fusai | 6-7(5) 6-3 6-4 |
| 2.  | 18 de enero de 1998      | Hobart                 | Dura          | Virginia Ruano    | Julie Halard Decugis Janette Husárová    | 7-6(6) 6-3     |
| 3.  | 22 de febrero de 1998    | Bogotá                 | Tierra batida | Janette Husárová  | Melissa Mazzotta Ekaterina Sysoeva       | 3-6 6-2 6-3    |
| 4.  | 26 de abril de 1998      | Budapest               | Tierra batida | Virginia Ruano    | Catalina Cristea Laura Montalvo          | 4-6 6-1 6-1    |
| 5.  | 3 de mayo de 1998        | Bol                    | Tierra batida | Laura Montalvo    | Joannette Kruger Mirjana Lucic           | RET            |
| 6.  | 10 de mayo de 1998       | Roma                   | Tierra batida | Virginia Ruano    | Amanda Coetzer Arantxa Sánchez Vicario   | 7-6(1) 6-4     |
| 7.  | 12 de julio de 1998      | María Lankowitz        | Tierra batida | Laura Montalvo    | Tina Krizan Katarina Srebotnik           | 6-1 6-2        |
| 8.  | 23 de mayo de 1999       | Madrid                 | Tierra batida | Virginia Ruano    | María Fernanda Landa Marlene Weingartner | 6-2 0-6 6-0    |
| 9.  | 18 de julio de 1999      | Sopot                  | Tierra batida | Laura Montalvo    | Gala León María Antonia Sánchez Lorenzo  | 6-4 6-3        |
| 10. | 10 de octubre de 1999    | São Paulo              | Tierra batida | Laura Montalvo    | Janette Husárová Florencia Labat         | 6-7(1) 7-5 7-5 |
| 11. | 13 de febrero de 2000    | Bogotá                 | Tierra batida | Laura Montalvo    | Rita Kuti Kis Petra Mandula              | 6-4 6-2        |
| 12. | 20 de febrero de 2000    | São Paulo              | Tierra batida | Laura Montalvo    | Janette Husárová Florencia Labat         | 5-7 6-4 6-3    |
| 13. | 23 de abril de 2000      | Hilton Head            | Tierra batida | Virginia Ruano    | Conchita Martínez Patricia Tarabini      | 7-5 6-3        |
| 14. | 16 de julio de 2000      | Klagenfurt             | Tierra batida | Laura Montalvo    | Barbara Schett Patty Schnyder            | 7-6(5) 6-1     |
| 15. | 23 de julio de 2000      | Sopot                  | Tierra batida | Virginia Ruano    | Åsa Svensson Rita Grande                 | 7-5 6-1        |
| 16. | 26 de mayo de 2001       | Madrid                 | Tierra batida | Virginia Ruano    | Lisa Raymond Rennae Stubbs               | 7-5 2-6 7-6(4) |
| 17. | 10 de junio de 2001      | Roland Garros          | Tierra batida | Virginia Ruano    | Jelena Dokić Conchita Martínez           | 6-2 6-1        |
| 18. | 15 de julio de 2001      | Viena                  | Tierra batida | Patricia Tarabini | Vanessa Henke Lenka Nemeckova            | 6-4 6-2        |
| 19. | 24 de febrero de 2002    | Bogotá                 | Tierra batida | Virginia Ruano    | Tina Krizan Katarina Srebotnik           | 6-2 6-1        |
| 20. | 3 de marzo de 2002       | Acapulco               | Tierra batida | Virginia Ruano    | Tina Krizan Katarina Srebotnik           | 7-5 6-1        |
| 21. | 19 de mayo de 2002       | Roma                   | Tierra batida | Virginia Ruano    | Conchita Martínez Patricia Tarabini      | 6-3 6-4        |
| 22. | 9 de junio de 2002       | Roland Garros          | Tierra batida | Virginia Ruano    | Lisa Raymond Rennae Stubbs               | 6-4 6-2        |
| 23. | 18 de agosto de 2002     | Montreal               | Dura          | Virginia Ruano    | Rika Fujiwara Ai Sugiyama                | 6-4 7-6(4)     |
| 24. | 8 de septiembre de 2002  | US Open                | Dura          | Virginia Ruano    | Elena Dementieva Janette Husárová        | 6-2 6-1        |
| 25. | 14 de septiembre de 2002 | Bahía                  | Dura          | Virginia Ruano    | Emilie Loit Rossana de los Ríos          | 6-4 6-1        |
| 26. | 13 de abril de 2003      | Charleston             | Tierra batida | Virginia Ruano    | Janette Husárová Conchita Martínez       | 6-0 6-3        |
| 27. | 11 de mayo de 2003       | Berlín                 | Tierra batida | Virginia Ruano    | Kim Clijsters Ai Sugiyama                | 6-3 4-6 6-4    |
| 28. | 23 de agosto de 2003     | New Haven              | Dura          | Virginia Ruano    | Magüi Serna Alicia Molik                 | 7-6(6) 6-3     |
| 29. | 7 de septiembre de 2003  | US Open                | Dura          | Virginia Ruano    | Svetlana Kuznetsova Martina Navratilova  | 6-2 6-3        |
| 30. | 7 de septiembre de 2003  | WTA Tour Championships | Dura          | Virginia Ruano    | Kim Clijsters Ai Sugiyama                | 6-4 3-6 6-3    |
| 31. | 1 de febrero de 2004     | Abierto de Australia   | Dura          | Virginia Ruano    | Svetlana Kuznetsova Elena Likhovtseva    | 6-4 6-3        |
| 32. | 21 de marzo de 2004      | Indian Wells           | Dura          | Virginia Ruano    | Svetlana Kuznetsova Elena Likhovtseva    | 6-1 6-2        |
| 33. | 18 de abril de 2004      | Charleston             | Tierra batida | Virginia Ruano    | Martina Navratilova Lisa Raymond         | 6-4 6-1        |
| 34. | 3 de junio de 2004       | Roland Garros          | Tierra batida | Virginia Ruano    | Svetlana Kuznetsova Elena Likhovtseva    | 6-0 6-3        |
| 35. | 11 de septiembre de 2004 | US Open                | Dura          | Virginia Ruano    | Svetlana Kuznetsova Elena Likhovtseva    | 6-4 7-5        |
| 36. | 31 de octubre de 2004    | Luxemburgo             | Dura          | Virginia Ruano    | Jill Craybas Marlene Weingartner         | 1-6 7-6(1) 3-6 |
| 37. | 5 de marzo de 2005       | Dubái                  | Dura          | Virginia Ruano    | Svetlana Kuznetsova Alicia Molik         | 6-7(7) 6-2 6-1 |
| 38. | 19 de marzo de 2005      | Indian Wells           | Dura          | Virginia Ruano    | Nadia Petrova Meghann Shaughnessy        | 7-6(3) 6-1     |
| 39. | 4 de junio de 2005       | Roland Garros          | Tierra batida | Virginia Ruano    | Cara Black Liezel Huber                  | 4-6 6-3 6-3    |
| 40. | 13 de agosto de 2006     | Los Ángeles            | Dura          | Virginia Ruano    | Daniela Hantuchová Ai Sugiyama           | 6-3 6-4        |
| 41. | 24 de septiembre de 2006 | Pekín                  | Dura          | Virginia Ruano    | Anna Chakvetadze Yelena Vesnina          | 6-2 6-4        |
| 42. | 1 de octubre de 2006     | Seúl                   | Dura          | Virginia Ruano    | Chia-jung Chuang Mariana Díaz Oliva      | 6-2 6-3        |
| 43. | 6 de enero de 2007       | Auckland               | Dura          | Janette Husárová  | Su Wei Hsieh Shikha Uberoi               | 6-0 6-2        |
| 44. | 24 de febrero de 2007    | Bogotá                 | Tierra batida | Lourdes Domínguez | Flavia Pennetta Roberta Vinci            | 1-6 6-3 11-9   |

#### Finalista (25)
| Leyenda                    |
| Grand Slam (6)             |
| WTA Tour Championships (0) |
| Tier I (9)                 |
| Tier II, III, IV o V (10)  |

| N.º | Fecha                    | Torneo               | Superficie    | Pareja              | Oponentes en la final                | Resultado         |
| --- | ------------------------ | -------------------- | ------------- | ------------------- | ------------------------------------ | ----------------- |
| 1.  | 21 de febrero de 1999    | Bogotá               | Tierra batida | Laura Montalvo      | Seda Noorlander Christina Papadaki   | 4-6 6-7(5)        |
| 2.  | 11 de junio de 2000      | Roland Garros        | Tierra batida | Virginia Ruano      | Martina Hingis Mary Pierce           | 2-6 4-6           |
| 3.  | 27 de agosto de 2000     | New Haven            | Dura          | Virginia Ruano      | Julie Halard Decugis Ai Sugiyama     | 4-6 7-5 2-6       |
| 4.  | 8 de octubre de 2000     | Toyota Princess      | Dura          | Nana Miyagi         | Julie Halard Decugis Ai Sugiyama     | 0-6 2-6           |
| 5.  | 25 de febrero de 2001    | Bogotá               | Tierra batida | Laura Montalvo      | Tathiana Garbin Janette Husárová     | 4-6 6-2 4-6       |
| 6.  | 4 de marzo de 2001       | Acapulco             | Tierra batida | Virginia Ruano      | María José Martínez Anabel Medina    | 4-6 7-6(5) 5-7    |
| 7.  | 17 de marzo de 2001      | Indian Wells         | Dura          | Virginia Ruano      | Nicole Arendt Ai Sugiyama            | 4-6 4-6           |
| 8.  | 22 de abril de 2001      | Charleston           | Tierra batida | Virginia Ruano      | Lisa Raymond Rennae Stubbs           | 7-5 6-7(5) 3-6    |
| 9.  | 20 de mayo de 2001       | Roma                 | Tierra batida | Patricia Tarabini   | Cara Black Elena Likhovtseva         | 1-6 1-6           |
| 10. | 1 de abril de 2002       | Miami                | Dura          | Virginia Ruano      | Lisa Raymond Rennae Stubbs           | 6-7(4) 7-6(4) 3-6 |
| 11. | 7 de julio de 2002       | Wimbledon            | Hierba        | Virginia Ruano      | Serena Williams Venus Williams       | 2-6 5-7           |
| 12. | 29 de septiembre de 2002 | Leipzig              | Moqueta       | Janette Husárová    | Alexandra Stevenson Serena Williams  | 3-6 5-7           |
| 13. | 12 de octubre de 2002    | Filderstadt          | Dura          | Meghann Shaughnessy | Lindsay Davenport Lisa Raymond       | 2-6 4-6           |
| 14. | 26 de enero de 2003      | Abierto de Australia | Dura          | Virginia Ruano      | Serena Williams Venus Williams       | 6-4 4-6 3-6       |
| 15. | 20 de abril de 2003      | Amelia Island        | Tierra batida | Virginia Ruano      | Lindsay Davenport Lisa Raymond       | 5-7 2-6           |
| 16. | 8 de junio de 2003       | Roland Garros        | Tierra batida | Virginia Ruano      | Kim Clijsters Ai Sugiyama            | 7-6(5) 2-6 7-9    |
| 17. | 6 de julio de 2003       | Wimbledon            | Hierba        | Virginia Ruano      | Kim Clijsters Ai Sugiyama            | 4-6 4-6           |
| 18. | 19 de octubre de 2003    | Zúrich               | Dura          | Virginia Ruano      | Kim Clijsters Ai Sugiyama            | 6-7(3) 2-6        |
| 19. | 10 de enero de 2004      | Auckland             | Dura          | Virginia Ruano      | Mervana Jugic Salkic Jelena Kostanić | 6-7(6) 6-3 1-6    |
| 20. | 16 de mayo de 2004       | Roma                 | Tierra batida | Virginia Ruano      | Nadia Petrova Meghann Shaughnessy    | 6-2 3-6 3-6       |
| 21. | 1 de agosto de 2004      | San Diego            | Dura          | Virginia Ruano      | Cara Black Rennae Stubbs             | 4-6 6-1 4-6       |
| 22. | 17 de octubre de 2004    | Moscú                | Moqueta       | Virginia Ruano      | Anastasia Myskina Vera Zvonareva     | 3-6 6-4 2-6       |
| 23. | 24 de octubre de 2004    | Zúrich               | Dura          | Virginia Ruano      | Cara Black Rennae Stubbs             | 4-6 4-6           |
| 24. | 13 de enero de 2006      | Sídney               | Dura          | Virginia Ruano      | Corina Morariu Rennae Stubbs         | 3-6 7-5 2-6       |
| 25. | 8 de julio de 2006       | Wimbledon            | Hierba        | Virginia Ruano      | Zi Yan Jie Zheng                     | 3-6 6-3 2-6       |

#### Clasificación en torneos del Grand Slam
Nota: a menos que se aclare lo contrario, todos los torneos fueron disputados formando pareja con Virginia Ruano
| Torneo                 | 2007 | 2006 | 2005 | 2004 | 2003 | 2002 | 2001 | 2000 | 1999 | 1998 | 1997 | 1996 | Títulos |
| ---------------------- | ---- | ---- | ---- | ---- | ---- | ---- | ---- | ---- | ---- | ---- | ---- | ---- | ------- |
| Abierto de Australia   | 1r   | CF   | -    | G    | F    | 3r   | CF   | 2r   | 2r   | 2r   | CF   | -    | 1       |
| Roland Garros          | 1r   | 2r   | G    | G    | F    | G    | G    | F    | 2r   | 2r   | 1r¹  | 1r¹  | 4       |
| Wimbledon              | 1r   | F    | -    | SF   | F    | F    | SF   | CF   | 3r   | 2r   | 1r   | 1r¹  | 0       |
| US Open                | 1r   | CF   | -    | G    | G    | G    | 3r   | 1r   | 2r   | SF   | 2r   | 1r²  | 3       |
| WTA Tour Championships | -    | -    | -    | SF   | G    | CF   | SF   | CF   | -    | -    | -    | -    | 1       |

1. con Laura Montalvo
2. con Maja Muric

## Juegos Olímpicos
- Medalla de Bronce

| N.º | Fecha                | Torneo                       | Superficie | Pareja            | Oponentes en la final      | Resultado |
| --- | -------------------- | ---------------------------- | ---------- | ----------------- | -------------------------- | --------- |
| 1.  | 21 de agosto de 2004 | Juegos olímpicos Atenas 2004 | Cemento    | Patricia Tarabini | Shinobu Asagoe Ai Sugiyama | 6-3, 6-3  |